# Temple de Minerve (Assise)
Pour les articles homonymes, voir Temple de Minerve.
Le temple de Minerve (aujourd'hui l'église Santa Maria sopra Minerva) est un ancien temple situé à Assise, en Ombrie, érigé au Ier siècle av. J.-C. du temps d'Auguste sur la place du forum, aujourd'hui Piazza del Comune.

## Histoire
Initialement dédié à Hercule par les quatorvirates Gneus Cesius et Titus Cesius Priscus, il est dédié ensuite à Minerve lors de l'édification d'une statue de femme.
Pendant l'ascension du christianisme les martyrs chrétiens sont condamnés sur ses marches, entre ses colonnes.
Après l'accession du christianisme comme religion officielle romaine, le bâtiment perd sa destination et se dégrade au fil du temps.
Les Bénédictins, qui l'occupent depuis le milieu du VIe siècle après l'avoir restauré pour leurs activités, le confient  le 24 mai 1212 à la commune d'Assise (créée en 1118) qui y installe ses bureaux et qui y reste jusqu'en 1270.
Au printemps 1270, les autorités de la ville s'installent  au Palazzo del Capitano del popolo, jusqu'à la fin de leurs activités en 1300.
Le pronaos est utilisé comme tribunal et la petite église San Donato comme prison jusqu'au début du XVe siècle comme le montre une des fresques de Giotto.
En  1456, l'église San Donato est réhabilitée, rouverte à la suite des mouvements de la Renaissance qui renoue avec les arts antiques.
Dans les années 1527-1530, les magistrats de la ville sous la pression des habitants ordonnent sa restauration et en 1539, à la suite de la visite du pape  Paul III, qui décide la restauration du temple en une église dédiée à la Vierge nommée Santa Maria sopra Minerva (pour garder la trace de ses origines), en ne conservant que six colonnes corinthiennes et le pronaos.
Par un document daté du 5 avril 1613, l'évêque d'Assise Marcello Crescenzi, en accord avec la municipalité, confie le temple aux Franciscains qui en prennent possession  le 15 avril suivant pour 145 années.
En 1634, les frères Franciscains entament des travaux de restructuration avec l'architecte d'Assise Giacomo Giorgetti ; ils suppriment les pièces de la partie supérieure, décident de la mise en  place d'une clôture devant l'autel monumental, qu'ils installent également.
L'église est  remaniée en style baroque au XVIIe siècle.
Le  8 mai 1758, l'ordre le quitte pour son nouveau couvent San Antonio, et laisse l'église à la congrégation de l'Oratoire de San Fillippo Neri.
La suppression napoléonienne des ordres religieux de 1810, fait partir les  Filippines du temple qui passe alors sous le contrôle du séculier.
Les Franciscains reprennent possession des lieux le 14 avril 1918 et restaurent  la façade et l'intérieur.

## Architecture
De l'époque romaine, il reste la façade à six colonnes corinthiennes, avec l'architrave sculptée et le fronton triangulaire. La cella a complètement disparu lors de l'édification de l'église du XVIe siècle. On a récemment découvert près de l'autel des vestiges de maçonnerie, dont une portion de mur incurvé.

## Images

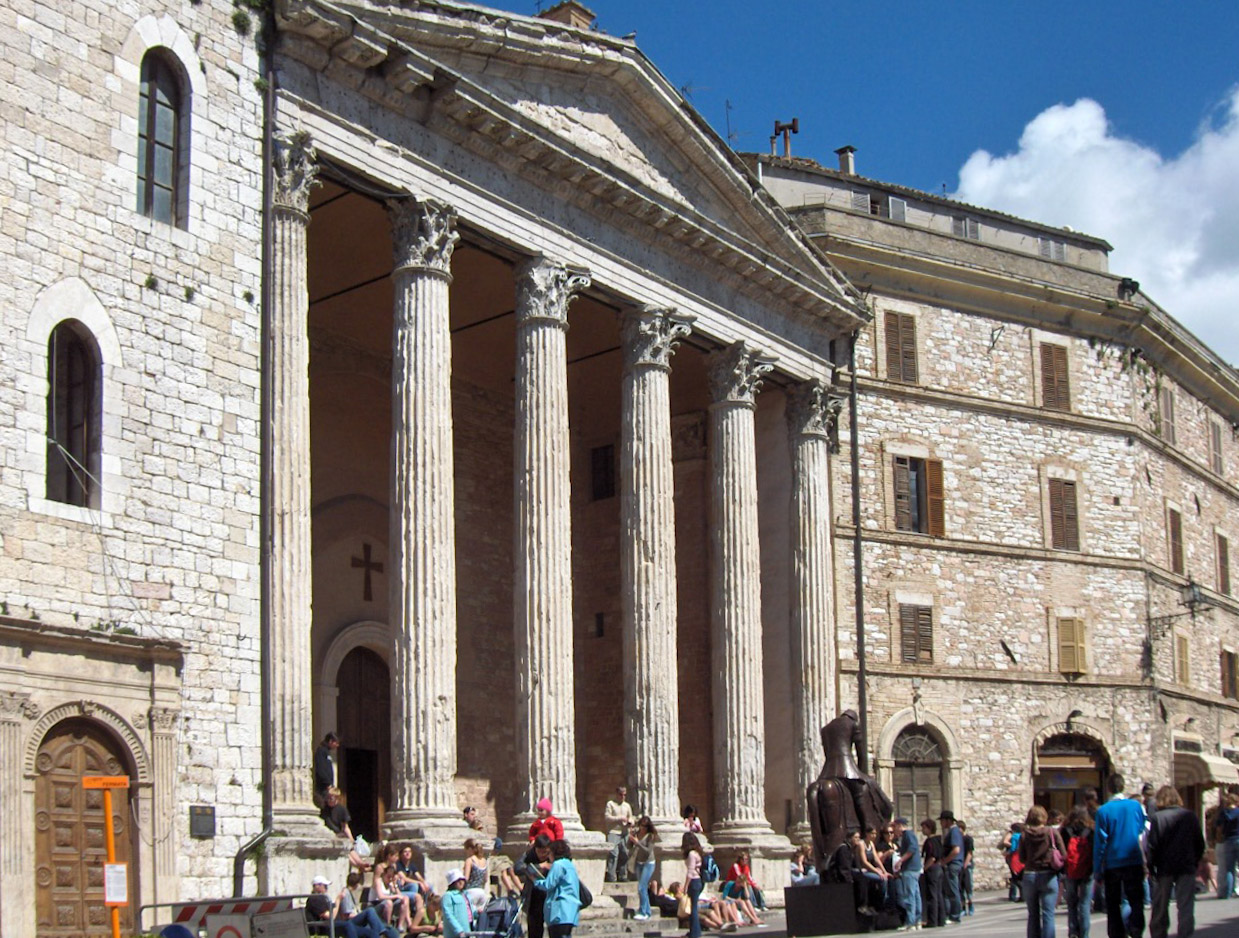
La façade du temple de Minerve.
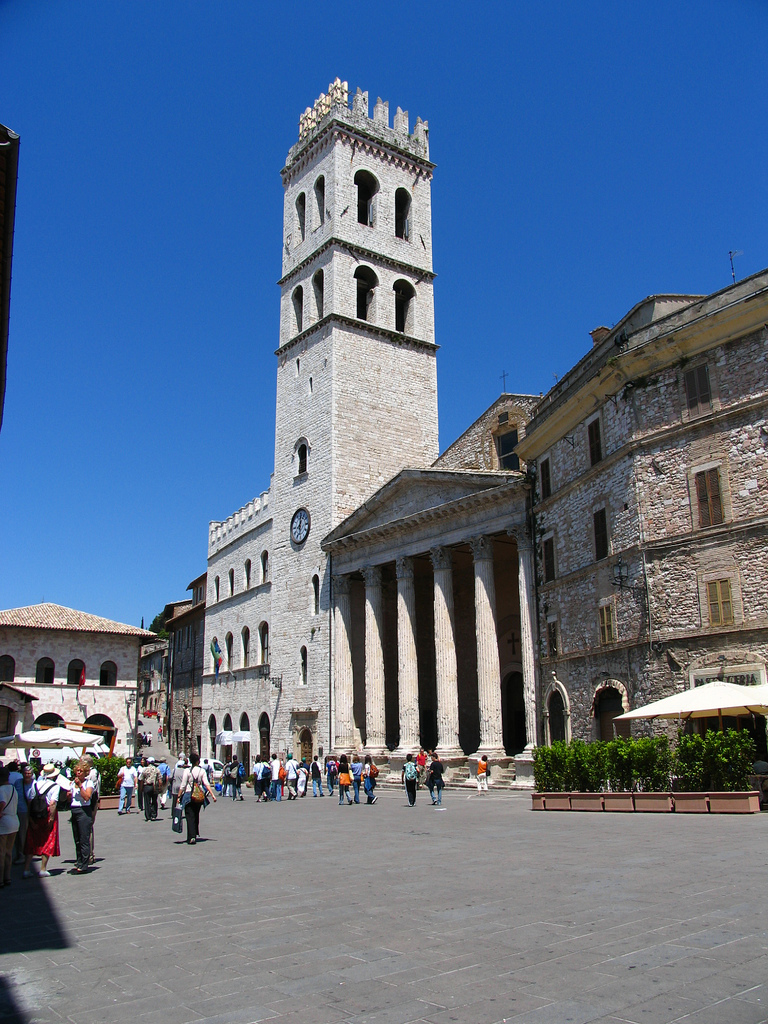
Le temple de Minerve et la tour civile.